# Äkta grodor
Äkta grodor (Ranidae) är en familj stjärtlösa groddjur. Familjen omfattar ungefär 700 arter utspridda över hela världen, med undantag för Antarktis. I Australien förekommer dock blott en enda art Hylarana daemeli.
De äkta grodorna varierar mycket i storlek. I familjen finns den största grodan i världen Conraua goliath, men också ett stort antal mycket små grodor.
De flesta av arterna i familjen lever i eller nära vatten och lägger sina ägg i vatten. De genomgår vanligen ett grodyngelstadium. Arterna i släktet Tomopterna gräver däremot ner sig i hålor, och det finns också trädlevande arter inom familjen.
Typiskt har de äkta grodorna slätt, fuktigt skinn och starka bakben med välutvecklad simhud mellan tårna.

## Släkten inom familjen
Släkten inom familjen, i alfabetisk ordning, enligt Catalogue of Life:
- Babina
- Amolops
- Clinotarsus
- Glandirana
- Huia
- Humerana
- Hylarana
- Lithobates
- Meristogenys
- Odorrana
- Pelophylax
- Pseudorana
- Pterorana
- Rana
- Sanguirana
- Staurois